# Global Alliance for Banking on Values
De Global Alliance for Banking on Values (wereldwijde alliantie voor bankieren met waarden) of GABV is een netwerk van banken die samenwerken om duurzaam bankieren te promoten. De organisatie bestaat uit een 25-tal banken die met ongeveer 100 miljard dollar aan activa sociale, milieuvriendelijke en culturele projecten financieren. De alliantie werd in maart 2009 opgericht door de BRAC Bank in Bangladesh, GLS Gemeinschaftsbank in Duitsland, ShoreBank in de VS en Triodos Bank in Nederland en België met Frans De Clerck.

## Leden
De criteria voor lidmaatschap zijn:
- engagement voor sociaal bankieren gebaseerd op de 3 P's van maatschappelijk verantwoord ondernemen: people, planet en profit (mensen, planeet en rendabiliteit)
- onafhankelijk en gelicentieerd bankieren met een focus op consumenten
- minimum balanstotaal van 50 miljoen dollar.[2]

In 2023 telde de GABV volgende leden:
- Alternative Bank Schweiz AG (Zwitserland)
- Affinity Credit Union (Canada)
- Amalgamated Bank (Verenigde Staten)
- Assiniboine (Canada)
- Banca Popolare Etica (Italië)
- Banco Ademi (Dominicaanse Republiek)
- BancoFie (Bolivia)
- Banco Solidario Ecuador
- BancoSol (Bolivia)
- Bank Australia (Australië)
- Bank of Palestine (Palestina)
- Beneficial State Bank (Verenigde Staten)
- Bankmecu (Australië)
- Microfinance Programme BRAC Bank (Bangladesh)
- Caisse d’économie solidaire Desjardins (Canada)
- Caja Arequipa (Peru)
- Centenary Bank (Oeganda)
- City First Bank of DC (Verenigde Staten)
- Cooperativa Abako (Peru)
- Clean Energy Development Bank (India)
- Credit Cooperatif (Frankrijk)
- Cultura Bank (Noorwegen)
- Ecology Building Society (Verenigd Koninkrijk)
- Ekobanken (Zweden)
- First green bank (Verenigde Staten)
- Freie Gemeinschaftsbank Genossenschaft (Zwitserland)
- GLS Gemeinschaftsbank (Duitsland)
- Integral (Mexico)
- LAPO Microfinance Bank (Nigeria)
- Magnet Bank (Hongarije)
- Merkur Cooperative Bank (Denemarken)
- Missoula Federal Credit Union (Verenigde Staten)
- Mibanco, Banco de la Microempresa (Peru)
- New Resource Bank (Verenigde Staten)
- NMB Bank Limited (Nepal)
- OnePacificCoast Bank (Verenigde Staten)
- SAC Apoyo Integral, S.A. (El Salvador)
- Southern Bancorp (Verenigde Staten)
- Sunrise Banks (Verenigde Staten)
- Teachers Mutual Bank Limited (Australië)
- The First MicroFinance Bank – Tajikistan (Tadzjikistan)
- The First MicroFinance Bank - Afghanistan (FMFB-A) (Afghanistan)
- Triodos Bank (Nederland, België, Verenigd Koninkrijk, Spanje en Duitsland),  tevens mede-oprichter van deze alliantie.
- Vancity (Canada)
- vdk bank (België)
- Verity Credit Union (Verenigde Staten)
- Vision Banco (Paraguay)
- VSECU (Vermont State Employees Credit Union) (Verenigde Staten)
- XacBank (Mongolië)